# Post coïtum animal triste
Pour plus de détails, voir Fiche technique et Distribution.
Post coïtum animal triste est un film français de Brigitte Roüan sorti en 1997.

## Synopsis
Diane Clovier, âgée de 41 ans, cadre dans une petite maison d'édition parisienne et mère comblée, mène une vie sans histoire, jusqu'au jour où elle fait la connaissance d'Emilio, un jeune et séduisant Italien qui travaille pour une organisation humanitaire. C'est le coup de foudre. Elle délaisse son emploi et ment à son entourage afin de vivre sa passion. Mais pour son jeune amant, cette relation n'est qu'une liaison de plus.

## Fiche technique
Sauf indication contraire, les informations mentionnées dans cette section peuvent être confirmées par la base de données cinématographiques Unifrance,  présente dans la section « Liens externes ».
- Titre original : Post coïtum animal triste
- Réalisation : Brigitte Roüan
- Scénario : Brigitte Roüan, Santiago Amigorena, Philippe Le Guay, Jean-Louis Richard, Guy Zilberstein
- Photographie : Pierre Dupouey
- Montage : Laurent Rouan
- Musique : Michel Musseau
- Décors : Roland Deville, Sylvie Espinasse
- Costumes : Florence Emir, Marika Ingrato
- Assistants à la réalisation : Fred Nicolas, Cristobal Matheron
- Production : Humbert Balsan, Brigitte Roüan
- Société de production : Ognon Pictures, Pinou Films
- Pays de production :  France
- Langue originale : français
- Format : couleur - 1,85:1 - Son Dolby Surround - 35 mm
- Genre : drame
- Durée : 97 minutes
- Date de sortie : 
  - France : 3 septembre 1997

## Distribution
- Brigitte Roüan : Diane Clovier
- Patrick Chesnais : Philippe Clovier, le mari de Diane, avocat
- Boris Terral : Emilio, le jeune amant de Diane
- Nils Tavernier : François Narou, l'écrivain protégé de Diane
- Jean-Louis Richard : Weyoman-Lebeau, l'éditeur patron de Diane
- Françoise Arnoul : Madame LePluche, la meurtrière défendue par Philippe
- Emmanuelle Bach : Caroline
- Carmen Chaplin : la copine de François
- Gaëlle Le Fur : Isabelle
- Élodie Pong : Designer
- Roberto Plate : Miguel, l'auteur primé
- Olivier Lechat : Victor
- Félix Dedet-Roüan : Basile
- Jean Delavalade : Dedé
- Jean-François Roüan : le responsable des ventes
- Michel Polac
- Gisèle Casadesus : la dame du couple âgé amoureux au jardin du Luxembourg
- Nicole Garcia : voix